# Bijeen
Bijeen was een Nederland tijdschrift dat van 1968 tot en met juni 2004 werd uitgegeven. Omdat de belangstelling gedaald was tot minder dan 7000 abonnees, was het blad niet meer kostendekkend uit te geven.
Bijeen werd in 1968 opgericht door rooms-katholieke missieordes en -congregaties en berichtte over missie. Eind jaren negentig werd dat onderwerp ingeruild voor het thema multiculturaliteit.
Bijeen verkeerde enkele jaren voor de definitieve stopzetting eerder in zwaar weer. Het kreeg in 2002 een bijdrage van € 158.000,- van het Bedrijfsfonds voor de Pers om een marketingcampagne mogelijk te maken.